# Talayan
Talayan è una municipalità di quarta classe delle Filippine, situata nella Provincia di Maguindanao, nella Regione Autonoma nel Mindanao Musulmano.
Talayan è formata da 15 baranggay:
- Binangga North
- Binangga South
- Boboguiron
- Damablac
- Fugotan
- Fukol
- Katibpuan
- Kedati
- Lanting
- Linamunan
- Marader
- Talayan
- Tamar
- Tambunan I
- Timbaluan